# Angelina Ballerina: The Next Steps
Angelina Bailarina: The Next Steps (No Brasil: Angelina Ballerina: Os Seguintes Passos; Em Portugal: Angelina Bailarina) é uma série de desenho animado Britânica e Americana que lançada em 5 de setembro de 2009 nos EUA no canal PBS Kids Inspirada na bem-sucedida coleção de livros infantis da escritora Katharine Holabird, esta série de desenho animado feita por computação gráfica acompanha as aventuras de Angelina Ballerina, uma admirável ratinha que sonha em ser uma estrela da dança.  Essa animação é diferente da primeira animação homônima, Angelina Ballerina (2002-06), pois utiliza-se de computação gráfica em 3D ao invés da técnica tradicional de animação em 2D.

## Sinopse
Recém-chegada a uma nova cidade, a ratinha bailarina de 8 anos Angelina frequenta a Academia de Artes Cênicas de Camembert, onde conhece vários amigos e sua nova professora, Miss Mimi. Cheia de novas experiências ao ritmo de diferentes estilos de música e dança, a vida desta pequena bailarina de oito anos gira em torno dos palcos, de sua família e amigos e da busca de seus sonhos. Com músicas encantadoras, a série destaca os diferentes estilos de dança, do balé clássico ao jazz e danças folclóricas. 

## O que as crianças aprendem
Esta série transmite às crianças a importância de se esforçar ao máximo para atingir as metas desejadas, aprendendo sempre com os erros. Ao compartilhar as experiências de Angelina e observar sua tenacidade, as crianças são inspiradas a lutar por seus próprios sonhos.

## Personagens
- Angelina Mouseling - Angelina é uma imaginativa, inteligente e determinada ratinha apaixonada pela dança e pela vida. Tanto dentro como fora do palco, ela é cheia de energia e vive pulando, dançando e fazendo piruetas. Mesmo quando não consegue se concentrar em outras coisas além da dança, Angelina sempre consegue o que quer com seu talento e perseverança.

- Alice Nimbletoe - Alice é a melhor amiga de Angelina na escola de dança. É muito otimista e sempre está disposta a embarcar em qualquer tipo de aventura. Tem uma habilidade especial para a ginástica e sonha em se tornar professora desta disciplina. As crianças nem sempre entendem seu senso de humor, mas ela é muito amável e tem um coração de ouro.

- Viki - A amorosa, divertida e extrovertida Viki é a nova amiga de Angelina na Academia de Artes Cênicas de Camembert. Ela adora as danças étnicas e sempre é a primeira a se oferecer para dar os primeiros passos de uma dança diferente. É muito independente e, em vez de seguir seu coração, preocupa-se mais em ser popular entre as crianças da escola. Viki costuma encorajar Angelina a experimentar tudo o que a Academia Camembert oferece.

- Gracie - Gracie é a rival favorita de Angelina na escola. É exigente e faz de tudo para chamar a atenção de Miss Mimi. Assim como Angelina, Gracie adora ser a estrela do espetáculo. Apesar de gostar de dança moderna, ainda não decidiu a que estilo se dedicar. Não é tão determinada como Angelina, mas sempre tenta competir com ela em todos os giros e passos.

- Marco - Marco é um aluno da academia que vem de um país exótico e tropical. Adora música e esportes, especialmente futebol e basquete, e sabe tocar diferentes instrumentos, apesar de gostar mesmo é dos tambores. Divertido e meio maluquinho, gosta de se sentar com Angelina na escola, mas às vezes eles precisam ser separados para não fazer muita bagunça.

- AZ - AZ é um aluno novo na academia Camembert que adora dança, principalmente hip hop. É divertido e engraçado. Costuma falar: "AZ mouse tá aqui!" Seu melhor amigo é Marco, e AZ é fã de Chease Z.

- Miss Mimi - Miss Mimi é a professora da Academia de Artes Cênicas de Camembert, onde Angelina estuda. Moderna, divertida e carinhosa, ela é muito ligada às ratinhas e sempre as estimula a usar a imaginação. Sabe escutar os outros e orienta seus estudantes a trabalhar duro para conquistar seus objetivos.

- Polly Mouseling - Polly é irmã de Angelina e compartilha seu amor pelo balé. Quando Angelina tem tempo para lhe ensinar alguns passos básicos, ela se mostra uma estudante muito dedicada. Com a inocência de uma menina de quatro anos, a pequena Polly demonstra sabedoria pois sempre ouve o seu coração. Polly adora organizar espetáculos com Angelina para seus maiores fãs: o Sr. e a Sra. Mouseling.

- Sr. Maurice Mouseling - O carinhoso Sr. Maurice é o pai de Angelina. Trabalha como repórter de um jornal local e por isso sabe tudo o que está acontecendo na cidade. Gosta de boa comida e de boa companhia, mas acima de tudo, adora sua família. Seu passatempo favorito é entreter e divertir suas filhas.

- Sra. Matilda Mouseling - A Sra. Matilda é a amorosa mãe de Angelina. Uma talentosa estilista de roupas, ela dirige seu próprio ateliê de costura, onde cria os mais lindos trajes de balé para a ratinha. Sempre presente na vida de Angelina, Matilda Mouseling pode ser vista tanto aplaudindo sua filha em suas melhores atuações como segurando sua mão em momentos difíceis.

## Dubladores
| Personagem               | Dublador(a)              | Dobrador(a)      |
| ------------------------ | ------------------------ | ---------------- |
| Angelina                 | Carol Gouveia (diálogos) | Carla Garcia     |
| Angelina                 | Monica Toniolo (canções) | Carla Garcia     |
| Alice                    | Fernanda Bullara         | Ana Vieira       |
| Gracie (BR) / Graça (PT) | Fernanda Bullara         | Raquel Ferreira  |
| Polly Mouseling          | Letícia Santos Carmo     | Sandra de Castro |
| Viki                     | Flora Paulita            | Sandra de Castro |
| AZ (BR) / AJ (PT)        | Bruno Mello              | Sérgio Calvinho  |
| Marco                    | Daniel Figueira          | Pedro Bargado    |
| Srta. Mimmi              | Samira Fernandes         | Isabela Campelo  |
| Sr. Maurice Mouseling    | João Ângelo              | Jorge Sequerra   |
| Sra. Matilda Mouseling   | Isabel de Sá             | Ana Vieira       |
| Ficha Técnica            |                          |                  |
| Estúdio:                 | CBS                      | Audio-In         |